# Большаковка (река)
Большаковка (устар. Двитильте, нем. Dwitilde, Dwitilte) — река на территории России, протекает по Славскому району Калининградской области.

## География и гидрология
Река Большаковка берёт своё начало у села Придорожного.
Большаковка правобережный приток реки Луговой, её устье расположено на юго-западе от села Победино, в 14 километрах от устья реки Луговой. Длина реки составляет 12 километров, площадь водосборного бассейна — 25,5 км².
Через реку Большаковку переброшены 5 железобетонных мостов.

## Данные водного реестра
По данным государственного водного реестра России относится к Балтийскому бассейновому округу, водохозяйственный участок реки — реки бассейна Балтийского моря в Калининградской области без рек Неман и Преголя. Относится к речному бассейну реки Неман и рекам бассейна Балтийского моря (российская часть в Калининградской области).
Код объекта в государственном водном реестре — 01010000312104300009797.